# Den arabisk-israelske krig 1948
Den arabisk-israelske krig 1948 – af israelerne kendt som Frihedskrigen eller Uafhængighedskrigen (Hebraisk: מלחמת השחרור eller מלחמת העצמאות) og i den arabiske verden kendt som Nakba (Arabisk: النَّكْبَة, transskription: Nakba, direkte oversat: "katastrofen") – var den første i en række krige mellem Israel og dets arabiske naboer i den bredere arabisk-israelske konflikt.
Den arabiske-israelske krig i 1948 var den anden fase af den bredere Palæstinakrig (1947–1949). Den første fase af Palæstinakrigen var den borgerkrig, som udbrød d. 30. november 1947 i mandatområdet i Palæstina – én dag efter, at FN's generalforsamling stemte for at vedtage delingsplanen for Palæstina (FN-resolution 181). Delingsplanen blev accepteret af den jødiske ledelse, men afvist af den højere arabiske komité, Arabiske Liga og andre arabiske ledere. Denne indledende fase af Palæstinakrigen blev hovedsageligt udkæmpet mellem jødiske og arabiske militser – sidstnævnte støttet af den arabiske befrielseshær og de omkringliggende arabiske stater. Kendetegnet for denne indledende fase var, at Palæstinamandatet endnu ikke var afsluttet, hvorfor briterne lejlighedsvis greb ind overfor volden.
Borgerkrigen blev omdannet til en krig mellem Israel og forskellige arabiske stater om morgenen d. 15. maj 1948, efter en militær koalition af arabiske lande gik ind i dét land, som tidligere havde konstitueret det britiske mandatområde i Palæstina. Storbritannien havde forinden annonceret, at de ville afslutte mandatområdet d. 15. maj, hvilket formelt skete ved midnat mellem d. 14/15 maj. Samtidig havde den jødiske ledelse – ledet af den fremtidige israelske premierminister, David Ben-Gurion – om eftermiddagen den 14. maj 1948 proklamerede dannelsen af en jødisk stat, kendt som staten Israel. Afslutningen på mandatområdet i Palæstina og bekendtgørelsen af dannelsen af staten Israel markerede derfor begyndelsen på Palæstinakrigens anden fase – den arabisk-israelske krig i 1948 – som var den første direkte militær konfrontation mellem de omkringliggende arabiske lande og den nyudråbte stat Israel.
Krigen blev hovedsagelig udkæmpet på det tidligere mandatområde og i en kort overgang også på Sinai-halvøen samt det sydelige Libanon. Krigen var afbrudt af flere kortvarige våbenhvileperioder. De sidste kamphandlinger fandt sted d. 10. marts 1948, hvor Israel tog fuld kontrol over Negev. Israel havde forinden – d. 24. februar – indgået en våbenhvileaftale med Egypten, mens selvstændige våbenhvileaftaler blev indgået med Libanon den 23. marts, Transjordanien den 3. april og Syrien den 20. juli. Med indgåelsen af disse forskellige våbenhvileaftaler blev den såkaldte Grønne Linje etableret, som ville danne de facto grænse mellem Israel og dens arabiske naboer frem til Seksdagskrigen i 1967. Både de arabiske lande og Israel gav udtryk for, at den Grønne Linje etablerede en midlertidig våbenstilstandslinje – og derfor ikke skulle behandles som en permanent (de jure) grænse.
Som en direkte konsekvens af krigen endte staten Israel med at kontrollere størstedelen af det tidligere mandatområde i Palæstina. Således kom Israel til at kontrollere hele det område, der oprindeligt var blevet foreslået for den jødiske stat gennem FN's delingsplan, ligesom næsten 60% af det foreslåede, arabiske område også kom under israelsk kontrol. Transjordanien tog kontrol over Østjerusalem (inkl. den gamle bydel) og det, der blev kendt som Vestbredden. Desforuden tog Egypten kontrol over Gazastriben.
Foruden territorielle forskydninger udløste konflikten også betydelige, demografiske ændringer i hele Mellemøsten. Omkring 700.000 palæstinensiske arabere flygtede eller blev fordrevet fra deres hjem i det område, der blev til Israel, og de blev palæstinensiske flygtninge i det, de omtaler som Nakba ("katastrofen"). Et tilsvarende antal jøder flyttede til Israel i løbet af de tre år efter krigen, herunder 260.000 fra de omkringliggende arabiske stater.

## Baggrund
Baggrunden for krigen mellem jøder og arabere i 1948 var jødernes indvandring og håb om at kunne oprette deres egen stat i Palæstina og deres forberedelser hertil, blandt andet ved dannelsen af væbnede styrker, mens den udløsende faktor var FN's delingsplan og den efterfølgende udråbelse af staten Israel.

### Den jødiske indvandring og militære forberedelser
Baggrunden for krigen var den voksende, jødiske immigration til Palæstina på grund af stadig voksende antisemitisme både i Øst- og i Vesteuropa. Allerede i slutningen af 1800-tallet havde Dreyfus-affæren i Frankrig fået Theodor Herzl, der som journalist havde dækket historien, til at skrive bogen Der Judenstaat, hvor han foreslog oprettelsen af en egen jødisk stat med sit nationale sprog, hebraisk. I 1897 tog han initiativet til oprettelsen af World Zionist Organization, og han blev således grundlæggeren af zionismen. Fra Rusland havde der været udvandring af jøder allerede fra 1880-erne – de fleste rejste til USA, men mange drog også til Palæstina eller Eretz Israel, som landet blev kaldt. Eliezer Ben-Yehuda, grundlæggeren af det moderne hebraiske sprog, hørte til denne gruppe fra Østeuropa.
I mellemkrigstiden fortsatte den jødiske indvandring til Palæstina, og samtidig voksede konfrontationerne med palæstina-araberne, da disse i 1930-erne i voksende grad blev klar over, at mange af de nyankomne jøder havde ønske om at få oprettet en jødisk stat i området. Briternes dobbeltrolle i Mellemøsten under 1. verdenskrig bidrog også til de voksende modsætninger, som med tiden ledte til krig. En arabisk opstand fra 1936 til 1939 førte til voksende gnidninger mellem jøder og arabere. Araberne mente, at jøderne ville tage landet fra dem, og foretog flere voldshandlinger. Haganah mente, at hævn ikke var vejen frem, og denne ikke-volds-holdning førte til, at mere yderliggående jøder dannede et nyt forsvarsforbund, Irgun Zvei Leumi, som havde til opgave at forsvare de enkelte jødiske bosættelser mod angreb fra arabere, og som hævnede arabiske angreb mod jødiske bosættelser. I 1941 blev Palmach dannet, det første jødiske militære eliteforband, eller Haganahs spydspids om man vil. Disse jødiske styrker arbejdede nogen gange sammen med briterne, andre gange på egen hånd, alt beroende på, hvad de på lang sigt mente ville tjene en fremtidig zionistisk statsdannelse bedst.
Også briternes løfter fra en konference i London i 1939 gjorde det klart, at Palæstina ikke ville blive en jødisk stat. Jøderne var under konferencen repræsenteret ved Jewish Agency, mens araberne havde delegationer fra Egypten, Irak, Saudi-Arabien, Yemen og Transjordanien (som snart skulle blive et selvstændigt Jordan). Under konferencen blev briterne konfronteret med deres løfter fra 1918, som nu var kendte gennem bogen The Arab Awakening af historikeren Georg Antonius. Briterne måtte indrømme, at Storbritannien ikke havde lovet jøderne en egen stat, og at påstandene i The Arab Awakening var korrekte. Men verden og briterne fik kort efter andet at tænke på, da 2. verdenskrig brød ud.
Under 2. verdenskrig stillede den jødiske befolkning i Palæstina sig på britisk side, og der blev dannet jødisk-militære afdelinger. Irgun Haganah (Forsvarsorganisationen), som var blevet dannet i 1920-erne for at forsvare jødiske kibbutzer mod angreb fra arabernes side, blev trænet af briterne. Den deltog i felttoget mod de franske Vichy-styrker i Libanon i juni 1941, og fra 1944 deltog en ren jødisk brigadegruppe på allieret side i kampene mod tyskerne i Italien. I alt deltog 30.000 jøder på britisk side under 2. verdenskrig. Jøderne skaffede sig på denne måde en militært veluddannet styrke og et militært ledelsesapparat, som var vant til at lede større militære enheder, hvilket var af stor værdi, da de senere stod mod de samlede arabiske styrker. I midten af 1947 begyndte David Ben-Gurion at forberede Haganah på det forventede opgør med araberne. Han oprettede forsvarsområder og lagde planer for forsvaret ved at fordele territorielt ansvar til de enkelte afdelinger i Haganah.

### FN's Delingsplan
Den 29. november 1947 vedtog FN's generalforsamling FN's Generalforsamlings Resolution 181 for at løse den arabisk-jødiske konflikt ved at dele Palæstina i to stater: en jødisk og en arabisk. Hver stat skulle bestå af tre hovedsektioner forbundet af ekstraterritorielle veje (ikke undergivet områdets administration); den arabiske stat skulle have en enklave ved Jaffa. Ifølge den kontroversielle israelske historiker Ilan Pappé, skulle jøderne, som udgjorde omkring 32% af den samlede befolkning, have 56% af territoriet. Området med Negev-ørkenen i syd rummede på det tidspunkt 499.000 jøder og 438.000 palæstinensere. Palæstinenserne skulle have 42% af landet, som dengang havde en befolkning på 818.000 palæstinensere og 10.000 jøder. I erkendelse af den religiøse betydning flere religioner tillagde Jerusalem-området med Betlehem, skulle det være Corpus Separatum under FNs administration.
Størstedelen af den jødiske befolkning hilste aftalen velkommen. Det zionistiske lederskab accepterede delingsplanen som "the indispensable minimum," De var glade for den internationale anerkendelse men kede af, at de ikke fik mere.
Repræsentanterne for de palæstinensiske arabere og Den Arabiske Liga afviste fuldstændig FN's handling som unfair og afviste endda FN's autoritet til overhovedet at blande sig i sagen.
 De gjorde gældende, at styringen af Palæstina skulle overdrages til landets indbyggere i overensstemmelse med FN's Charter.  I henhold til Article 73b Arkiveret 9. juli 2009 hos  Wayback Machine i Charteret skulle FN udvikle selvstyre for folkeslagene i territoriet under FNs administration.
Samtidig tiltog konflikten mellem briter, arabere og jøder. Avraham Stern havde allerede i 1940 dannet Lohamey Heruth Israel (Soldater for Israels frihed), kendt som Lehi, en gruppe som af briterne blev kaldt for Stern-gruppen og som blev betegnet som terrorister, da den anvendte voldelige metoder for at nå sine mål. Gruppen bestod kun af nogen få hundrede medlemmer, men de sprængte politistationer, jernbanespor og restauranter. De dræbte arabere, briter og jøder, hvis de troede, at det ville tjene sagen. De kidnappede britiske soldater, mishandlede dem og sprængte hoteller og britiske tilholdssteder. Den 6. november 1944 dræbte de Lord Moyne i Kairo. Han var briternes øverste repræsentant i regionen. Drabsmændene, Eliahu Hakim og Eliahu Bet-Zouri, blev arresteret og henrettet af briterne den 23. marts 1945 i Kairo. Sagen havde store negative konsekvenser for jøderne, da den britiske regering under Winston Churchill gik fra at være positiv til at blive stærkt negativ til oprettelsen af en egen jødisk stat. Efter, at Avraham Stern blev dræbt af britisk politi i 1941,, overtog Yitzhak Shamir ledelsen af Stern-gruppen. En anden yderligt gående gruppe var Irgun Zvai Leumi, som den 22. juli 1946 sprængte hotellet King David, det britiske hovedkvarter i Jerusalem, og dræbte 91 mennesker og sårede 46, deraf flere jøder. Briterne svarede med at indføre dødsstraf for opbevaring af ulovlige våben, og medlemmer af den jødiske undergrundsbevægelse blev hængt på denne baggrund. Irgun svarede med at kidnappe og hænge to britiske sergenter. Irgun blev fra 1942 ledet af Menachem Begin. Der er grund til at bemærke, at lederne for Lehi og Irgun, Shamir og Begin, begge senere blev statsministre i Israel.
I august 1947 blev briterne ramt af en hel verdens foragt, da de nægtede et illegalt emigrantskib, S/S Exodus, adgang til Palæstina med jødiske flygtninge fra et krigshærget Tyskland. Som en følge af de stadig mere tilspidsede forhold nedsatte generalforsamlingen i FN en kommission, som skulle se på situationen. Denne anbefalede en deling af landområdet i en arabisk og en jødisk del. Tilbagevisningen af forslaget fra arabisk side, og at dette ville føre til krig, var forudset og ventet af den jødiske ledelse, og forberedelser til kamp var gjort.

## Kamphandlingerne starter
Kampene startede som en serie optøjer og voldshandlinger, som resulterede i døde og sårede, både militære og civile, på begge sider. Araberne gjorde forsøg på at afbryde kommunikationslinjerne mellem de forskellige jødiske bosættelser og områder. Ud fra militær logik kunne forventes, at jøderne flyttede fra de mest fjernt liggende bosættelser, men Haganahs opfattelse var, at det ville være fysisk tilstedeværelse i et område, der til sidst ville afgøre, om området skulle blive arabisk eller jødisk. Til trods for hårde arabiske angreb, også fra regulære arabiske styrker, forlod jøderne ikke en eneste af bosættelserne under krigen.
Det første alvorlige sammenstød mellem arabiske og jødiske styrker kom i januar 1948, da Den arabiske befrielseshær angreb Kfar Szold, en landsby i den østlige del af Galilæa, nogle hundrede meter fra den syriske grænse. Samme måned angreb Abd al-Qadir al-Husayni Kfar Etzion, en gruppe landsbyer lige syd for Jerusalem. Området blev afskåret, og det var umuligt at få forsyninger ind til landsbyerne. De jødiske styrker modstod angrebet, men en afdeling af Palmach, den operative del af Haganah, der var sendt til undsætning, gik i baghold ved byen Hebron og blev udslettet. Det alvorligste problem for Haganah var, at de jødiske bosættelser i Jerusalem var omringede, og at de ikke var i stand til at bringe livsnødvendige og militære forsyninger ind til dem.
Hovedhensigten med angrebene på de jødiske kommunikationslinjer i marts 1948 var at afskære bosættelserne i Jerusalem og Negev. I midten af marts blev bosættelserne i Negev fuldstændig afskåret, og jøderne blev tvunget til at køre til Jerusalem i konvojer i hjemmelavede pansrede køretøjer. Kontakten med bosættelserne i Negev blev opretholdt med to Piper Cub-fly. I slutningen af marts 1948 var Negev, Jerusalem og den vestlige del af Galilæa fuldstændig afskåret fra de øvrige jødiske bosættelser i Palæstina.

## Kampene om vejen til Jerusalem
Haganahs problem var, at den jødiske bosættelse i Jerusalem var afskåret, og at det ikke længere var muligt at forsyne den med pansrede konvojer. Efter et arabisk forsøg på at afskære Haifa med et angreb mod kystvejen var slået tilbage, blev Haganahs hidtil største operation iværksat.
Situationen i Jerusalem var desperat. Ben-Gurion beordrede et angreb af brigade-størrelse for at bryde belejringen af Jerusalem. Haganah iværksatte operation Nachshon, der gik ud på at åbne en korridor mellem Tel Aviv og Jerusalem. Korridoren skulle være ca. 9 km bred på sletterne ved kysten og ca. 3 km bred i bjergpassene op mod Jerusalem. 3 bataljoner fik til opgave at indtage og holde kontrol over arabiske landsbyer nær forsyningsruten. En bataljon var ansvarlig for området Hulda og Latrun på kystsletten, en anden fra Latrun til Kiryat Anavim, omtrent 10 km fra Jerusalem. En tredje bataljon blev holdt i reserve. Lederen for Givati-brigaden, Shimon Avidan, blev sat til at lede operationen.
To vigtige begivenheder gik forud for operation Nachshon. En Haganah-kommandoafdeling formåede at sprænge hovedkvarteret for Den arabiske befrielseshær i Ramle. Flere ledende arabere blev dræbt under angrebet, der gjorde det vanskeligt for de arabiske styrker at koordinere og hindre jøderne i at gennemføre deres planer. Den anden var, at en arabisk landsby Kastel, mellem Kiryat Anavim og Jerusalem, blev indtaget af Haganah. Operation Nachshon begyndte den 5. april ved, at jødiske styrker angreb og blokerede vejene fra de arabiske landsbyer Ramle og Latrun. Samtidig angreb de jødiske Palmach-elitestyrker Beit Machsir, en arabisk landsby, der beherskede indgangen til bjergpasset, der fører til Jerusalem. Ved midnat forlod en konvoj på 60 køretøjer fuldt lastet med forsyninger Hulda og kom efter 10 timers kørsel frem til Jerusalem. De arabiske styrker gik til modangreb den 7. og 8. april og angreb Kastel. Efter seks dages hårde kampe, hvor byen skiftede hænder flere gange, var de jødiske styrker ved at tabe kampen, men Abd al-Qadir al-Husayni blev dræbt, da han gik mod en stilling, han troede var indtaget af de arabiske styrker. Demoraliserede på grund af hårde kampe og tabet af deres leder trak araberne sig tilbage, og en Palmach-styrke sat sammen for at generobre Kastel fandt byen forladt. Flere forsyningskonvojer blev de næste dage sendt ind til Jerusalem.
Operation Nachshon havde givet mulighed for at forsyne Jerusalem, så byen kunne holde ud i yderligere to måneder, og viste, at Haganah var i stand til at gennemføre omfattende og komplicerede operationer med store styrker. Operationen havde en positiv moralsk effekt på de jødiske styrker og en tilsvarende negativ effekt på de arabiske. Men først og fremmest var Nachshon vigtig, fordi den banede vej for Plan D

## Plan D
Den arabiske strategi gik i april og begyndelsen af maj måned ud på at holde sig væk fra afgørende kamphandlinger og afvente den britiske tilbagetrækning, da regulære arabiske styrker stod klare og ville ville rykke ind i Palæstina så snart, briterne havde trukket sig ud. Haganah på sin side benyttede mulighederne ved den britiske tilbagetrækning til at besætte så meget land som mulig og forbedre sin stilling i henhold til sit synspunkt, at den part, som stod på området ved krigens afslutning, ville afgøre hvem, området tilhørte. Plan D gik i korthed ud på, at de jødiske styrker skulle besætte og holde alle områder, som i FNs delingsplan var forudsat at skulle tilfalde jøderne, desuden holde jødiske bosættelser som faldt uden om området, som i henhold til planen skulle tilfalde araberne, besatte. Områder, som ville hindre eller vanskeliggøre en arabisk indmarch, var vigtige, og Haganah kom mere og mere over i en offensiv rolle. På denne måde blev flere og flere områder rent jødiske som området mellem Petach Tikvah og Tel Aviv eller rent arabiske som Hebron og Nablus på Vestbredden. I midten af april erobrede dele af Golani-brigaden byen Tiberias i Galilæa, en operation, der afskar den arabiske befolkning i området og var årsag til en af de største folkeforflytninger i krigen, da de arabiske indbyggere flygtede fra deres hjem til flygtningelejre i Jordan.
En anden hændelse var Irguns angreb på landsbyen Deir Yassin i de vestlige dele af Jerusalem, hvor mere end 200 civile arabere blev myrdet under angrebet. Medlemmer af Irgun hævdede, at de blev angrebet, og at dette udløste massakren. Det hævdes fra israelsk hold, at Haganah tog klar afstand fra handlingen. Andre kilder hævder, at der var 107 dræbte, at aktionen var beordret af Haganah, men at Irgun og Stein-gruppen gjorde det blodige arbejde, og at det var folkemord og en krigsforbrydelse.
Gennem sidste halvdel af april kæmpede Haganah om forskellige positioner især i Galilæa og i Haifa, hvor de skaffede sig stærke stillinger. Efterhånden kontrollerede de Carmel-området og store dele af Galilæa. I Tel Aviv-området var Jaffa ment at skulle være en del af det arabiske landområde. Arabiske snigskytter plagede jødiske styrker og beboerne i Tel Aviv, og den 25. april samlede Irgun 600 mand og angreb langs strandlinjen fra Tel Aviv sydover mod Jaffa. Stærk arabisk modstand tvang til sidst Irgun-ledelsen til at kontakte Haganah og bede om støtte. Haganah satte som vilkår, at Irgun-styrkerne stillede sig under kommando af Haganah-ledelsen i området. De måtte også love ikke at iværksætte nye operationer uden i samråd med Haganah. Med støtte fra Haganah fornyede Irgun sit angreb, men britiske styrker greb ind og stansede kampene. Haganah-styrker og britiske styrker stod overfor hinanden i de to uger, som det britiske mandat havde tilbage i Palæstina. Efter, at briterne havde trukket sig ud, rensede Haganah-styrker området og kun nogen få arabiske indbyggere blev tilbage i Jaffa. Da krigen var ovre, boede der ca. 150.000 palæstinensere i Israel, og dette antal var i 1982 vokset til 550.000 palæstinensiske indbyggere i staten Israel. Omkring 750.000 palæstinensere var flygtet af frygt for den zionistiske terror.

## Kampene om Jerusalem
Operation Nachshon sørgede for, at Haganah fik forsyninger og forstærkninger frem til Jerusalem, blandt andet deres nye brigade Harel–brigaden under ledelse af Yitzhak Rabin. De jødiske områder lå nord, vest og sydvest for byen, mens de arabiske var i nordøst og øst, blandt andet i bydelen Sheik Jarrach som var vigtig for briterne, fordi evakueringsvejen til flyvepladsen i Jerusalem gik gennem området, den var vigtig for araberne, som havde boet der i umindelige tider, og for jøderne, som ønskede fuld kontrol over Jerusalem.
Tre dage efter katastrofen i Deir Yassin angreb araberne en jødisk kolonne med syge og sårede, som forsøgte at nå frem til Hadassah-sygehuset, som lå i Sheik Jarrach. Briterne nægtede at gribe ind, og de hindrede også Haganah i at gribe ind, og kampene fortsatte derfor i 7 timer, før jøderne i ly af mørket slap væk med mange døde og sårede.
I resten af perioden frem til de britiske styrker trak sig ud af Palæstina pågik der hårde kampe mellem Haganah, Irgun og Lehi på den ene side og arabiske styrker på den anden. Briterne var i slutningen af april og begyndelsen af maj generelt ude af stand til at opretholde ro og orden. De var optagne af at trække sig ud af sine operationsområder til opsamlingsområdet i Haifa, hvor de holdt havneområdet besat indtil, at tilbagetrækningen var fuldført. Efterhånden, som de britiske styrker trak sig ud, efterlod de sig et vakuum, da de ikke var i stand til at overlade autoritet til nogen af parterne, og det kom derfor til voksende kamphandlinger om kontrol med de forladte territorier. Den 14. maj kl 16.37 udtalte Ben-Grion i en radiotale fra Tel Aviv ordene: "Herved proklameres, at den jødiske stat i Palæstina skal hedde Medinat Jisrael [...] og den skal blive kendt under navnet Israel." Staten Israel var formelt erklæret. Natten mellem den 14. og 15. maj 1948 krydsede de arabiske hærstyrker grænserne for det tidligere britiske mandatområde og angreb den nyetablerede stat Israel.

## Israels styrker
Israel var ikke uforberedt. De forskellige jødiske forsvarsforbund, som nu blev samlet under navnet Israel Defense Forces (IDF), officielt dannet den 28. maj 1948, og som blot seks måneder før kun havde haft omkring 4.000 mand, var nu vokset til 40.000 – dog meget dårligt udrustede, den første tid uden tunge våben, kampvogne eller fly. IDF bestod af 9 selvstændige brigader, hver med et territorielt ansvar:
- Yiftach-brigaden i de østlige dele af Galilæa
- Harel-brigaden i Jerusalem-korridoren
- Negev-brigaden i det sydlige Israel og Negev
- Golani-brigaden i det sydlige Galilæa
- Carmeli-brigaden i det vestlige Galilæa
- Alexandroni-brigaden på kystvejen mellem Tel Aviv og Haifa
- Kiryati-brigaden nordøst for Tel-Aviv
- Givati-brigaden syd for Tel-Aviv
- Etzioni-brigaden i Jerusalem

Under oprettelse var:
- 7. brigade under oberst Shlomo Shamir i korridoren til Jerusalem
- 8. panserbrigade under Yitzhak Sadeh
- 9. Oded-brigade i det nordlige Israel

Manglen på våben, især tunge støttevåben, var følelig.
Briterne åbnede også de jødiske flygtningelejre på Cypern, hvor det jødiske forsvarsforbund Haganah frem til uafhængigheden havde trænet mange hundrede mænd og kvinder til soldater, og disse blev nu hurtigt overført til slagmarkerne i Israel. Yderligere 5.000 – 6.000 frivillige Machal fra hele verden meldte sig i de følgende måneder til soldatertjeneste på israelsk side.

## Arabiske styrker
I april 1949 blev kong Abdullah af Transjordanien udnævnt til øverstkommanderende for de samlede arabiske styrker. Udnævnelsen skabte stærke mistanker blandt araberne om, at kong Abdullah ville benytte sin militære styrke til at skabe et større Jordan ved at forene øst- og vestbredden i Jordandalen. I det hele taget var den arabiske ledelse stærkt præget af mistænksomhed over for hinanden, af uenighed og diskussioner.
- Transjordanien: Den arabiske legion var delvist placeret på Vestbredden af Jordan-floden. Den bestod af over 10.000 mand fordelt på 3 brigadegrupper med støtte af panser og artilleri. Denne afdeling blev regnet som den militært bedste arabiske afdeling og var under ledelse af britiske officerer.
- Syrien: En infanteribrigade bestående af ca. 8.000 mand støttet af en kampvognseskadron, en bataljon panserkøretøjer og artilleri.[54]
- Egypten: En brigade bestående af ca. 5.000 mand.
- Libanon: Ca. 2.000 mand i 4 bataljonsgrupper støttet af artilleri.
- Irak: Ca. 10.000 mand i 4 brigadegrupper en panserbataljon og støttetropper.
- Blandet: Den arabiske befrielseshær i Galilæa bestående af ca. 4.000 mand.

Styrken havde en begrænset mængde fly til disposition.

## Forløb 15. maj til 11. juni 1948
Syriske styrker angreb i nord Galilæa med det formål at gennembryde de israelske forsvarslinjer, nå frem til de arabiske landsbyer i områderne omkring byen Nazareth for der fra at angribe Haifa, som havde moderne havnefaciliteter og var endepunkt for olieledningen fra Irak. Mellem den 15. og 21. maj 1948 var der hårde kampe især i området lige syd for Genesaretsøen. Syriske styrker pressede hårdt for at åbne indgangen til Jordandalen, men israelerne formåede at få nyanskaffet artilleri i stilling, og den 23. maj 1948 trak de syriske styrker sig tilbage og forsøgte ikke senere at angribe området lige syd for Genesaretsøen. Den senere legendariske general og forsvarsminister Moshe Dayan, havde fået og udført ordren: "Hold Jordan-dalen".
Irakiske tropper krydsede Jordanfloden den 15. maj, og samme dag sørgede israelske ingeniørtropper for at broerne oppe på den libanesiske grænse blev sprængt således, at libanesiske kampvogne blev forhindret i at rykke syd over. På sydfronten rykkede de egyptiske styrker mod Tel Aviv, men et overraskende israelsk luftangreb, som forøvrigt var en teknisk fiasko, havde en psykologisk indvirkning på de egyptiske styrker, hvilket bevirkede, at offensiven blev standset. Samtidig blev et irakisk forsøg på at dele landet i to slået tilbage på samme måde som den egyptiske offensiven mod Tel Aviv, efter som ingen havde forventet at se israelske fly. Efterhånden blev også de jordanske styrker slået på grænsen til det Vestbredden, og frontlinjen blev presset dybere ind i landet, men Israel formåede aldrig i at erobre den gamle by i Jerusalem. I nord blev libanesiske styrker slået tilbage ved landsbyen Al-Malkiyya, og Israel okkuperede dele af Sydlibanon. Efter de arabiske tilbageslag ændrede krigen karakter, og intensiteten sank. Den 11. juni 1948 signerede alle de arabiske lande med undtagelse af Irak våbenhvile med Israel.

## Den første våbenhvile
Våbenstilstanden, som blev underskrevet den 11. juni 1948, var kærkommen for Israels udslidte styrker. Den gav mulighed for at forsyne den hårdt pressede israelske koloni i Jerusalem, som på dette tidspunkt kun havde tre dages forsyninger tilbage. De fik mulighed for at tage imod forsyninger især fra Tjekkoslovakiet af våben, som kom ind i landet ad søvejen. IDF fik tilført artilleri og en ny pansret afdeling, den 8. panserbrigade blev etableret med panserkøretøjer af forskellig art fra de fleste hjørner af verden
En tragisk episode forekom. Ben-Gurion var bange for, at enkelte grupperinger ville prøve at danne private hære. Dette var baggrunden for dannelsen af IDF den 28. maj 1948. Våbenmagten skulle under kontrol. Irgun havde samlet 900 frivillige og en mængde våben i Europa, som nu sejlede mod Israel i et skibe ved navn Altalena. Skibsnavnet var dæknavn til Ze'ev Jabotinsky, som havde dannet Irgun og som formulerede Irguns ideologi. Ben-Gurion krævede, at våbnene skulle overleveres IDF, og at mændene skulle stille sig under IDF kommando. Irgun nægtede, og skibet gik til sidst på grund på stranden i det centrale Tel Aviv. Der udbrød kampe mellem styrker fra IDF og Irgun, og 15 mennesker blev dræbt. Altalena blev til sidst sænket af artilleriild. Den 28. juni 1948 blev alle Israels væbnede styrker afkrævet en lydighedsed til Israel, og Irgun ophørte med at eksistere.
FN havde udnævnt den svenske greve Folke Bernadotte, kendt fra indsatsen for at få frigivet norske og danske fanger i operationen med De hvide busser fra tyske koncentrationslejre i 1945, som mægler i konflikten. Bernadotte præsenterede en plan, hvor hele Galilæa blev israelsk, mens hele Negev blev arabisk. Jerusalem skulle forblive under beskyttelse af FN, og den arabiske del af Palæstina skulle administreres af Jordan. Forslaget blev blankt afvist af begge parter, som fortsatte med at forberede sig på næste sammenstød, som de vidste ville komme ved ophøret af våbenhvileaftalen den 9. juli 1948.

## Nye krigshandlinger – Nordfronten
Den arabiske befrielseshær lå i stillinger i det centrale Galilæa. Syriske styrker okkuperede den østlige bredden af Jordan-floden, mens libanesiske styrker lå langs dagens grænse fra Rosh Hanikra på Middelhavskysten og østover til Bint Jbeil. Hovedmålet for IDF var nu at få kontrol med Galilæa og den nordlige del af Israel. De havde brugt våbenhvilen til at forstærke deres stillinger og Alexandroni-, Golani-, Carmeli-, Oded- og den 7. brigade var tilført Galilæa. Den israelske plan var at rette et angreb mod Den arabiske befrielseshær, som de anså som den svageste arabiske afdeling, for derefter at kaste syrerne ud fra østbredden af Jordan-floden. Angrebet startede om aftenen den 9. juli. IDF mislykkedes i sit forsøg på at afskære de syriske styrker, og syrerne angreb om morgenen den 10. juli. Ingen af parterne gjorde nævneværdige fremskridt, og da den anden våbenstilstand blev indført efter hårde kampe, var stillingerne omtrent de samme, som da de begyndte 9 dage tidligere.
Længere vest på angreb IDF med den hensigt at tage områderne omkring byen Nazareth, som var holdt af Den arabiske befrielseshær. Så snart det blev klart, at libaneserne ikke havde til hensigt at blande sig i kampene, frigjorde IDF alle sine styrker i et koncentreret angreb, og den 16. juli overgav byen Nazareth sig til IDFs styrker. Den arabiske befrielseshær trak sig tilbage i nordøstlig retning, og da den anden våbenhvile kom i stand, var kun en lille enklave med ryggen mod den libanesiske grænse besat af arabiske styrker i Galilæa.

## Nye krigshandlinger i det centrale Israel og Jerusalem
Israelernes største problem i det centrale Israel var Den arabiske legion, som var den anset som den bedste arabiske militære afdeling. Den stod under ledelse af et britisk officerskorps og belejrede Jerusalem. Fra byerne Ramle og Lod, som de holdt, udgjorde de også en direkte trussel mod Tel Aviv, det største israelske befolkningscenter. Desuden befandt den eneste internationale flyveplads i området samt det største jernbaneknudepunkt i Israel sig i Lod. Tæt på Lod ligger i dag Ben Gurion lufthavnen – tæt på midt mellem Tel Aviv og Jerusalem.
IDF havde som hensigt at angribe i to faser. Første fase gik ud på at tage og holde Lod og Ramle på den centrale kystslette. Anden fase gik ud på at erobre Latrun og Ramallah for derved at hæve belejringen af Jerusalem. Den 9. juli startede angrebet, hvor IDF for første gang satte kampvogne ind. Efter mange problemer, fordi IDF var uvant med at benytte pansrede køretøjer, og efter en usædvanlig dristig aktion fra Moshe Dayans bataljon, lykkedes det Yiftach-brigaden at besætte Ramle og Lod, og den arabiske befolkning flygtede "en masse". På grund af IDFs succes faldt lederen for Den arabiske Legion John Bagot Glubb ud med kong Abdulla og flere arabiske ledere, som så tabet af Lod og Ramle som forræderi fra Glubbs side. Glubb valgte at holde Latrun og havde ikke styrker nok til at forhindre, at Lod og Ramle faldt. Da det blev klart for israelerne, at FN ganske snart ville gennemtvinge endnu en våbenhvile, lagde de planen om angreb på Ramallah på hylden og koncentrerede sig om Latrun. Angrebet startede natten mellem den 15. og 16. juli og fortsatte til den nye våbenhvile trådte i kraft. Kampene om Latrun blev nogle af de hårdeste under hele krigen, og IDF formåede ikke at indtage Latrun. Byen forblev på arabisk hænder i endnu 19 år og blev først erobret af israelske styrker i seksdageskrigen i 1967.

## Nye krigshandlinger på Sydfronten
De egyptiske styrker bestod af fire brigader, som holdt en linje fra Asdod via Hebron til Betlehem og derfra til Jerusalem.
Natten mellem den 9. og 10. juli angreb IDF med den hensigt at bryde gennem de egyptiske linjer og hæve blokaden af de israelske bosættelser i Negev. Efter hårde kampe lykkedes det israelerne, og da næste våbenhvile satte ind den 18. juli, havde IDF åbnet en smal korridor til Negev og således brudt vest-øst-kontakten og frontlinjen for egypterne.

## Den anden våbenhvile – Drabet på grev Folke Bernadotte
Israelerne benyttede tiden godt og fik nye og bedre våben, blandt disse tidligere tyske Messerschmitt-jagerfly og tre B-17-bombefly hjulpet af Tjekkoslovakiet. Med bombeflyene bombede israelerne både Kairo og Damaskus. Gradvis lærte IDF også sig hvordan, at de nye våben som artilleri, mortérer og kampvogne skulle bruges og samvirke mellem infanteri og de nye støttevåben.
Grev Bernadotte pressede samtidig på med sin plan, som ville give arabisk kontrol over Negev og Ramle-Lod-området og lade Israel få Galilæa. Flyvepladsen i Lod skulle under kontrol af FN. For den unge israelske regering var dette umuligt at gå med til. Den 17. september 1948, efter at en ny rapport var sendt til FN, kørte grev Bernadotte gennem Jerusalem mod Governmental House sammen med FN-observatøren André Serot. Bilen blev standset af fire mænd, og Bernadotte og Serot blev myrdet. Årsagen var, at den yderliggående gruppe Lehi ville forhindre Bernadottes plan, som blandt andet gav de arabiske flygtninge ret til at vende tilbage til deres hjem. Drabene blev ledet af Yehoshua Zetler og udført af en gruppe på fire mand ledet af Meshulam Markover. Yehoshua Cohen affyrede skuddene. Lehi-lederne Nathan Yellin-Mor og Matitiahu Schmulevitz blev arresteret to måneder efter drabet. Alle mistænkte fik imidlertid amnesti efter krigen af Israel i 1949.
Drabet chokerede en hel verden og gav David Ben-Gurion anledning til at tvinge Irgun ind under kontrol af IDF og at nedlægge Lehi således, at israelerne fik kontrol med gruppen. Israelske ledere arresterede omkring 200 medlemmer af Lehi. Reaktionen på drabet var internationalt meget stærk og placerede Israel i en vanskelig politisk situation. Bernadottes forslag, som var afvist af både israelere og arabere, var ikke mere kun et forslag, det var blevet et politisk testamente over den nye statens umedgørlighed. Egypterne indså imidlertid ikke hvor delikat, situationen var blevet for Israel. En del af våbenhvileaftalen gik ud på, at israelske styrker skulle have ret til at forsyne bosættelserne i Negev. Dette punkt modsatte egypterne sig, og det gav Israel påskud til at hæve våbenhvilen og angribe på ny.

## Afgørelsen
På nordfronten i Galilæa var den arabiske befrielseshær trængt op mod den libanesiske grænse. Styrken var reduceret til omkring 3-4.000 mand. IDF havde til hensigt at ødelægge styrken en gang for alle og indsatte Oded- Golani-, Carmeli-brigaden samt 7. brigade. Kampene startede den 28. oktober 1948, og de arabiske styrker blev angrebet fra flere sider samtidig og senere i de efterfølgende dage. Den 31. oktober stilnede kamphandlingerne af i Galilæa. IDF fortsatte over grænsen til Libanon og besatte landområdet i Sydlibanon frem til floden Litani. Dette landområde blev så anvendt aktivt i våbenhvileforhandlingerne, som fulgte i 1949. De syriske styrker holdt deres brohoved på Golanhøjderne, og IDF fik ikke syrerne væk derfra førend under Seksdageskrigen i 1967. Hele Galilæa var på israelske hænder.
På sydfronten startede en forvirrende række af kampe. IDFs intention var at angribe og skabe korridorer i de egyptiske frontlinjer for at afskære egypterne. De israelske angreb var dårligt koordinerede og førte flere gange blot til store tab for israelerne. Kun gensidig mistillid og fuldstændig mangel på samarbejde mellem de arabiske styrker og mellem den arabiske ledelse hindrede israelerne i at lide et større tab. Først den 20. oktober efter, at Givati-brigaden var flyttet fra Galilæa og til Negev, formåede IDF at få nogen bevægelse i striden, og den 21. oktober indtog IDF Beersheba, den største by i Negev. De egyptiske styrker formåede i hovedsagen at trække sig tilbage til områderne ved Gaza og Faluja.
Skulle Israel sikre sig, at Negev blev israelsk, måtte de derfor sikre sig området og slå de egyptiske styrker. Grev Bernadottes plan, hvor Negev skulle tilhøre araberne, var fortsat levende blandt medlemmer af FN. IDF samlede derfor alle tilgængelige styrker, 8. pansrede brigade, Negev-, Golani-, Harel-, og Alexandroni-brigaden. Planen var, at IDF skulle bryde forbindelserne mellem de egyptiske styrker i Gaza i vest og styrkerne i øst, som var indesluttede i Faluja. Der efter skulle de israelske styrker angribe ind i Sinai, svinge nordover mod kystbyen El-Arish på egyptisk side af grænsen og på den måde spærre de egyptiske styrker inde i Gaza. Operationen startede 22. december 1948 og pågik til 8. januar 1949. Målene blev nået, men 1. januar 1949 kom en overraskelse. USA's ambassadør til Israel leverede en note fra den britiske regering, som stillede som ultimatum, at hvis IDF ikke trak sig ud af Sinai, ville briterne være forpligtede til at overholde den egyptisk-britiske pagt af 1936 og komme Egypten til undsætning. Af forsigtighedsgrunde beordrede Ben-Gurion derfor IDF til at udsætte det afgørende angreb på El-Arish og trække sig ud af Sinai den 2. januar 1949. IDF fortsatte så angrebet mod egypterne fra Negev på egen side af grænsen. De angreb Rafah på grænsen mellem Egypten og Gaza, som de tog, og tvang således den egyptiske ledelse til at indse, at der kun var kort tid før, de egyptiske styrker ville være nedkæmpede. Egypten anmodede derfor om at starte våbenhvileforhandlinger.
Det internationale pres mod Israel var voksende. Briterne sendte jagerfly til Sinai for at påse, at alle israelske soldater var trukket ud af egyptisk område, og det kom til kampe mellem israelske Messerschmitt og britiske Spitfire-jagerfly. Disse kampe resulterede i, at 5 britiske fly blev skudt ned, fire i luftkampe og et af luftværnsartilleri. Senere samme dag kom et Mosquito-bombefly med eskorte af to Hawker Tempest-jagerfly for at søge efter de nedskudte britiske fly. Det endte med, at et af Tempest-flyene blev skudt ned. Briterne var rasende, og stillet over for konkrete trusler gik israelerne med på våbenhvile med effekt fra 7. januar 1949.
Israelerne havde ikke fuld kontrol over Negev. Jordan kontrollerede de allersydligste områder. Israel anså det gunstigste tidspunkt for at sikre kontrol på at være tidspunktet lige efter, at våbenhvileaftalen med Egypten var underskrevet, men før forhandlingerne med Jordan tog til. I en operation, som pågik fra den 6. til 10. marts 1949 tog Israel derved fuld kontrol over Negev.
Da krigen sluttede i juni 1949 i en endelig våbenhvile, havde Israel taget nye områder således, at de havde et sammenhængende land. Nabolandet Transjordanien havde besat Vestbredden og halvdelen af Jerusalem, og Egypten holdt Gazastriben. En meget stor del af araberne flygtede som følge af krigen. I en bog af historikeren Benny Morris hævdes det, at dette var dirigeret af den israelske hær. Benny Morris har senere antaget, at omkring 5% af araberne flygtede efter opfordring fra deres egne arabiske ledere.

## Krigens afslutning
Våbenstilstand med Egypten blev underskrevet på Rhodos den 24. februar 1949. Grænserne mellem Egypten og Israel gik langs frontlinjerne, og Gaza kom derfor under egyptisk kontrol. De omringede egyptiske styrker ved Faluja marcherede hjem og krydsede grænsen med fuld militær honnør fra IDF. Israel havde kontrol over Negev. Så fulgte våbenhvileaftalen med Libanon den 23. marts 1949, og IDF trak sig ud af de besatte områder i Sydlibanon. Transjordanien og Israel underskrev en våbenhvileaftale den 3. april 1949, og Syrien skrev endelig under 20. juli 1949. Den første mellemøstkrig var ovre.
17. juli 1949 uddelte Israel den militære udmærkelse Israels Helt for indsats under krigen.

## Jødisk udvandring fra de arabiske lande i kølvandet på krigen
Et andet umiddelbart resultat af krigen var de arabiske landes behandling af deres jødiske mindretal. I Syrien, Libanon, Irak, Jordan og Yemen boede der tusinder af jøder. De arabiske landes nederlag i krigen mod Israel betød en stærk stigning i antisemitismen. Jødiske ejendomme blev konfiskeret, der var hærværk mod synagoger og andre institutioner, og mange jøder blev tvunget til at emigrere til det nye jødiske land. Men det er også et faktum, at staten Israel med alle midler havde ønsket, at jøder skulle emigrere til Israel, og det er derfor svært at sige noget om hvor mange, der i virkeligheden emigrerede frivilligt til Israel. Der er derfor stor debat om, hvorvidt der overhovedet kan stilles lighedstegn mellem fordrivelsen af den palæstinensiske befolkning, og den senere strøm af jøder til Israel fra de arabiske lande.